# Mark Kramer
Mark Kramer (Philadelphia, 1945. november 3. –) amerikai dzsesszzongorista, hangszerelő, hangmérnök, producer. Számos felvétele „The Mark Kramer Trioként” jelent meg. A basszusgitáros Eddie Gómez-szel sok művük szerepel az „Eddie Gómez and Mark Kramer”, vagy egyszerűen az „Eddie Gómez” címmel. Ezek is jelentős koprodukciók.

## Pályakép
A Philadelphia Orchestra tagjai Mark Kramert már ötéves korától hegedűsként  mentorálták. Kora-tinédzser, majd huszonéves dzsesszelőadásai között szerepelt Michael Brecker, Randy Brecker, Charles Fambrough, Stanley Clarke és Eric Gravatt is.
Kramer valószínűleg a Mark Kramer Trióval végzett korai munkáival lett ismert, amely akusztikus-elektromos-fúziós bandaként indult az 1970-es évek végén, és később akusztikus kamaraegyüttessé fejlődött. A trió rendszeresen fellépett klubokban és koncerttermekben, és számos díjat, elismerést kapott. Számos vendégművészt és szólistát támogattak a philadelphiai Si Ristorante Jazzben, köztük Junior Cookot, Lee Konitzot, George Colemant, Johnny Colest, Al Cohnt, Lee Konitzot másokat.
A trió a következő évtizedekben egy sor különleges produkciót rögzített, többek között:
- a Broadway-show-k legnagyobb dzsessz-feldolgozása;
- Mozart 2. sz. szimfóniája, 40 g-moll K. 550: újraharmonizálás és felvétel;
- a Harry Potter és a bölcsek köve: John Williams partitúrája főbb témáinak dzsessz-változata;
- összeállítás a The Rolling Stones jazz-feldolgozásaiból.

A mai napig Kramer zenei karrierjének döntő része, hgy saját triójának hangszerelője és vezetője volt. Ezenkívül az 1980-as évek végétől a legendás basszusgitárossal, Eddie Gómezzel kiterjedt katalógust készített duó- és triófelvételekből. (E felvételek egy része Bill Evans által készített felvételeket idéz meg).

## Albumok
- 1987: The Mark Kramer Trio Album
- 1996: Still Alive in '95 (Live in Japan)
- 1997: Evita En Jazz
- 2005: Jazz Symphony/Mozart Symphony in G Minor, No. 40
- 2005: Harry Potter Jazz
- 2008: Troubled Times
- 2008: Kind of Trio
- 2008: Boulders and Mountains
- ? Mozart/Jazz Symphony (Turn On Records)
- ? Jazz Greetings (Dreambox Media)
- ? First Chapter